# Torre del Melatino
La Torre del Melatino si eleva in piazza Carlo Alberto nel centro abitato di Nocella, piccola frazione del comune di Campli, in Abruzzo.
Vigila da secoli sull'ampio panorama che strategicamente sovrasta e con la sua altezza domina e s'impone alla vista su tutte le abitazioni del borgo. Faceva parte del complesso della chiesa di San Mariano, distrutta nel XIX secolo,  di cui rimamgono tracce del perimetro.

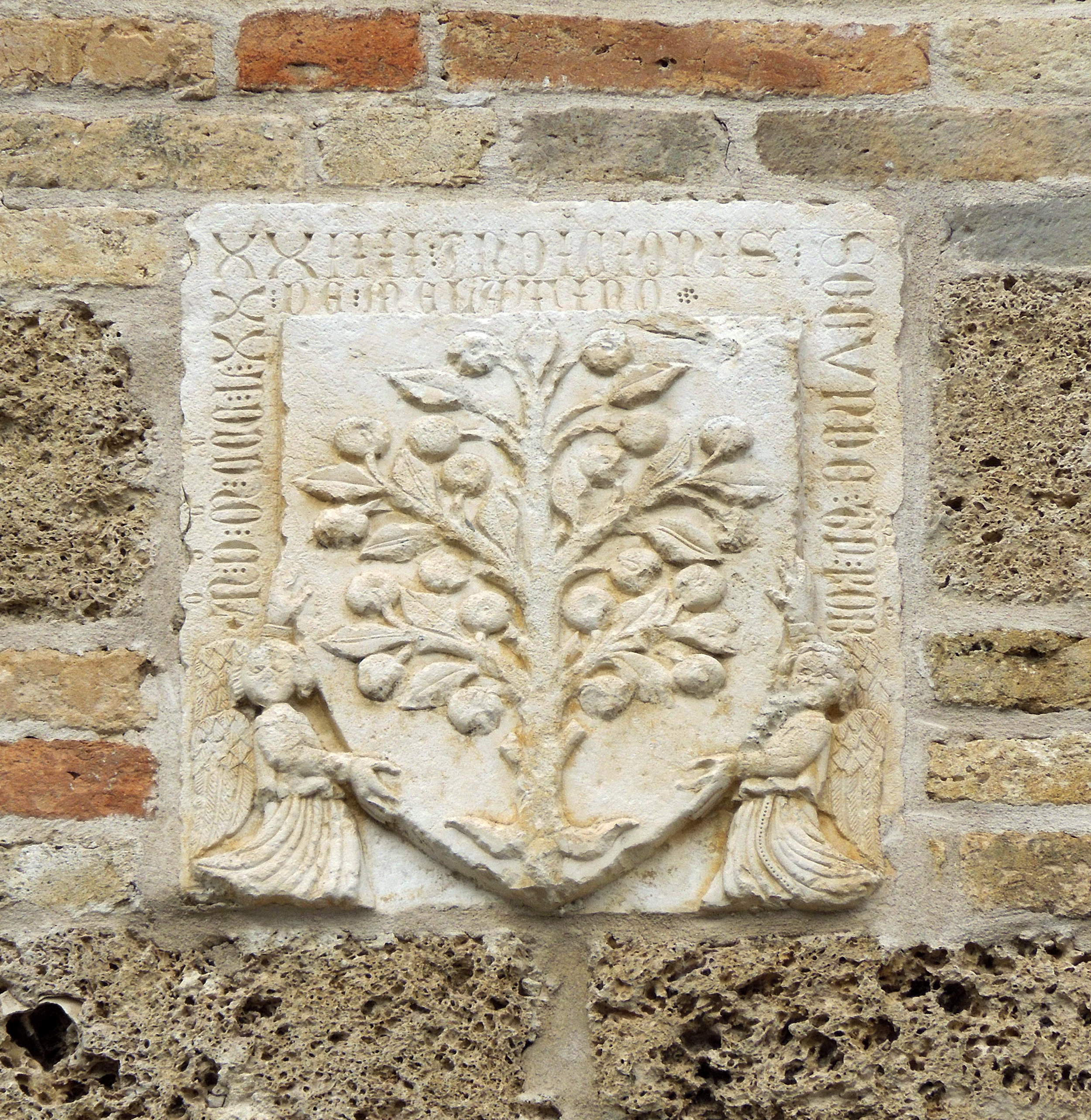
Stemma della nobile Famiglia dei Melatino di Teramo.

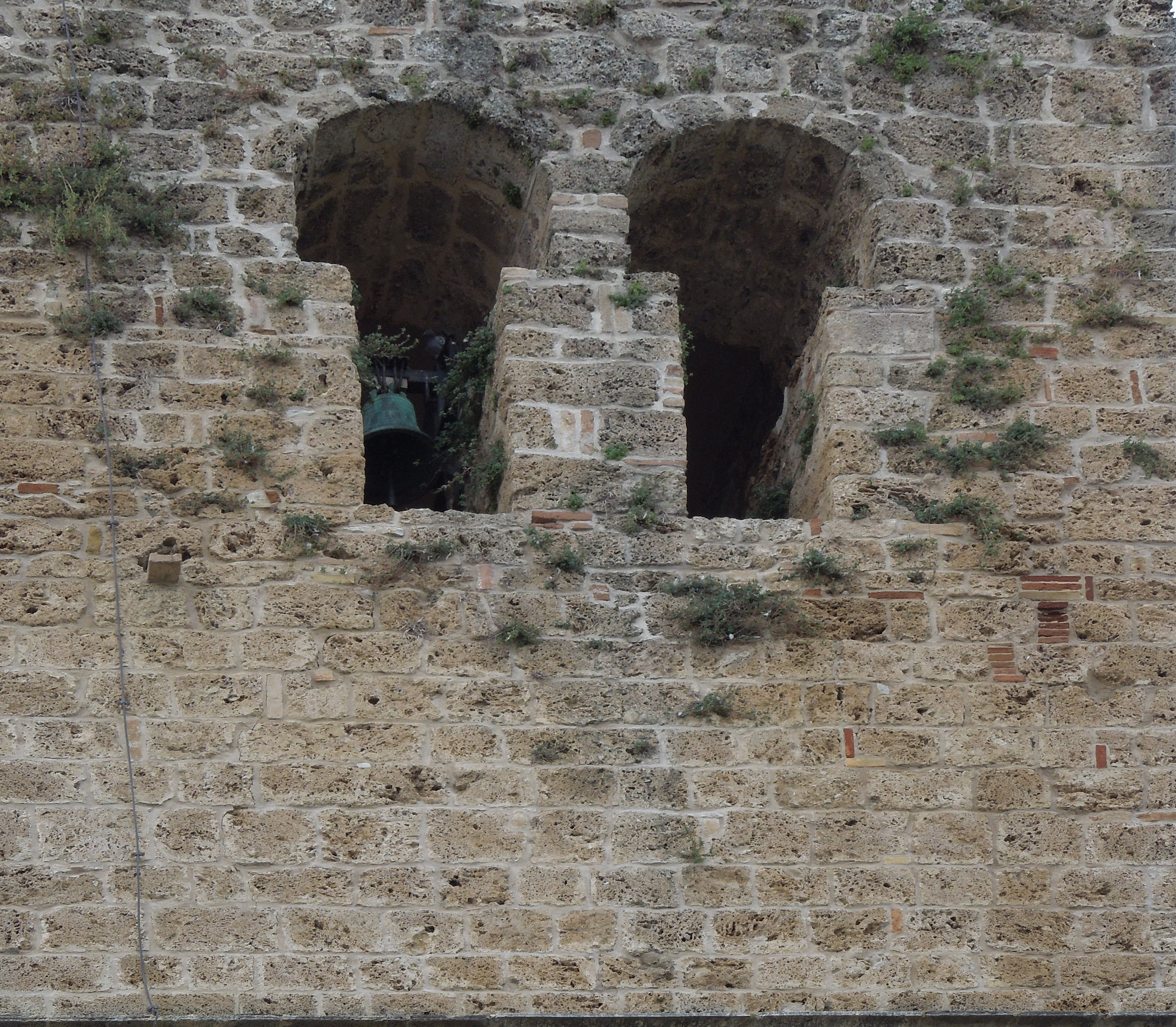
Finestre a coppia ad arco a ferro di cavallo.

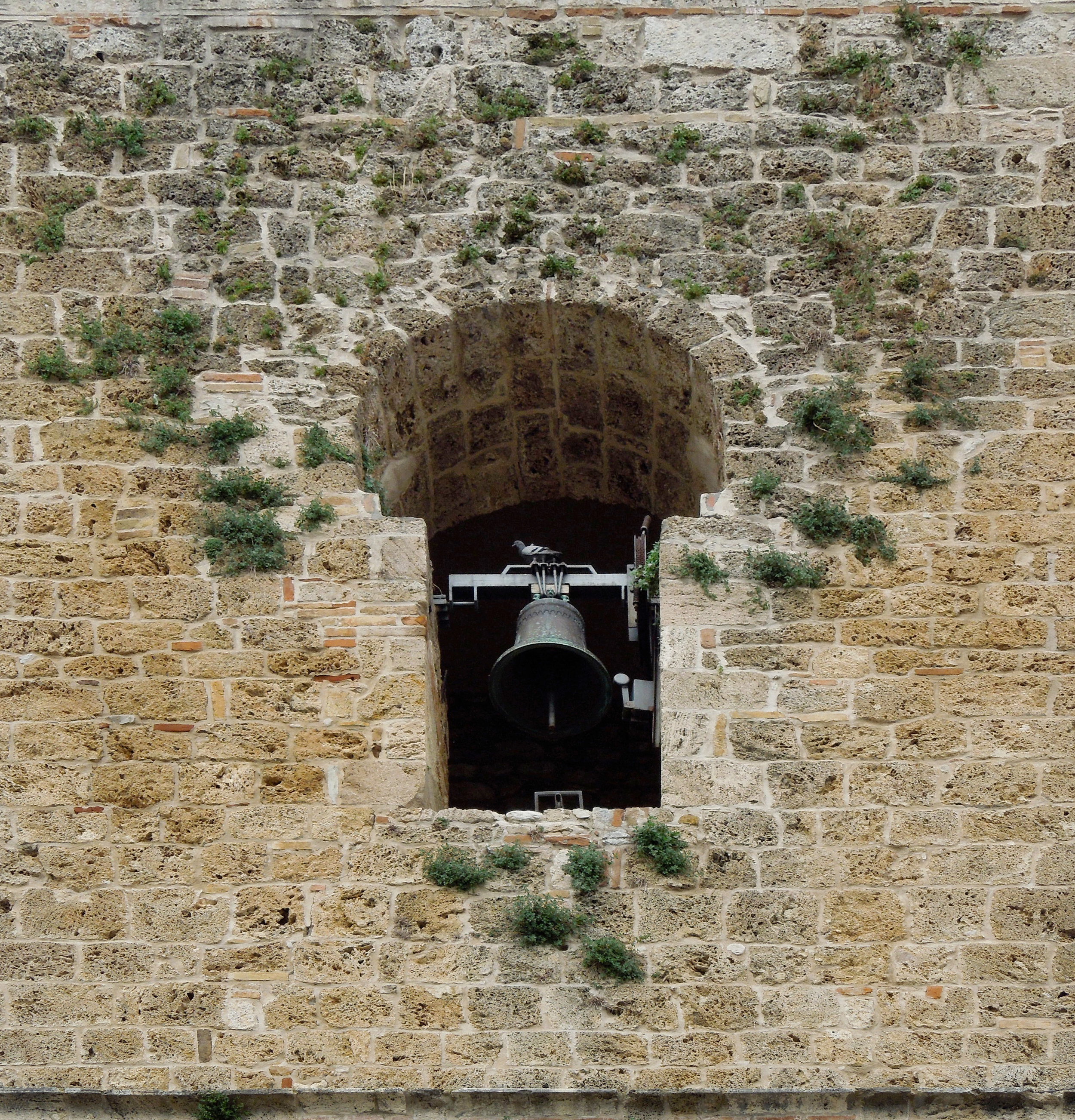
Finestra singola ad arco a ferro di cavallo.

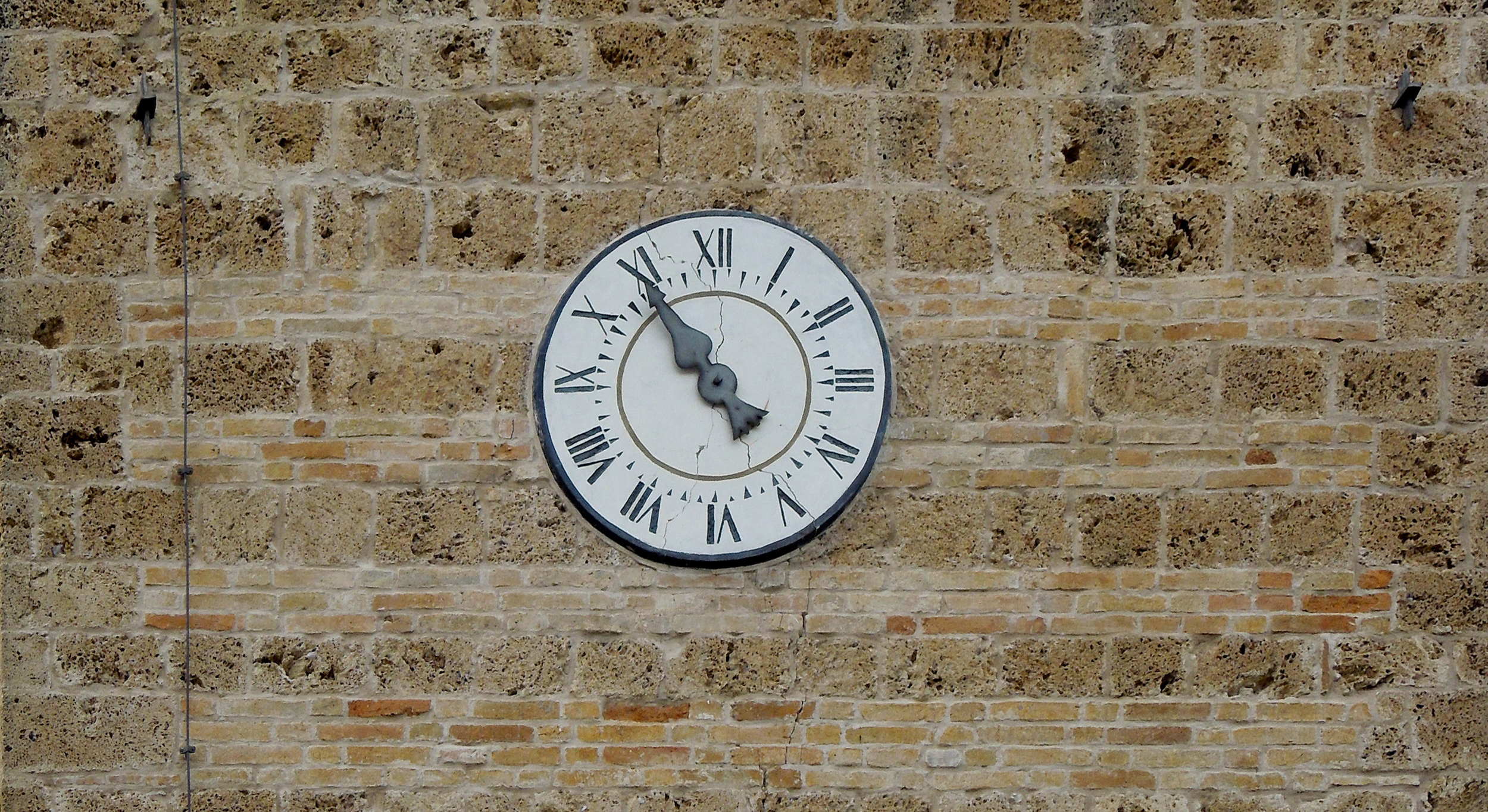
Orologio ad una sola sfera.

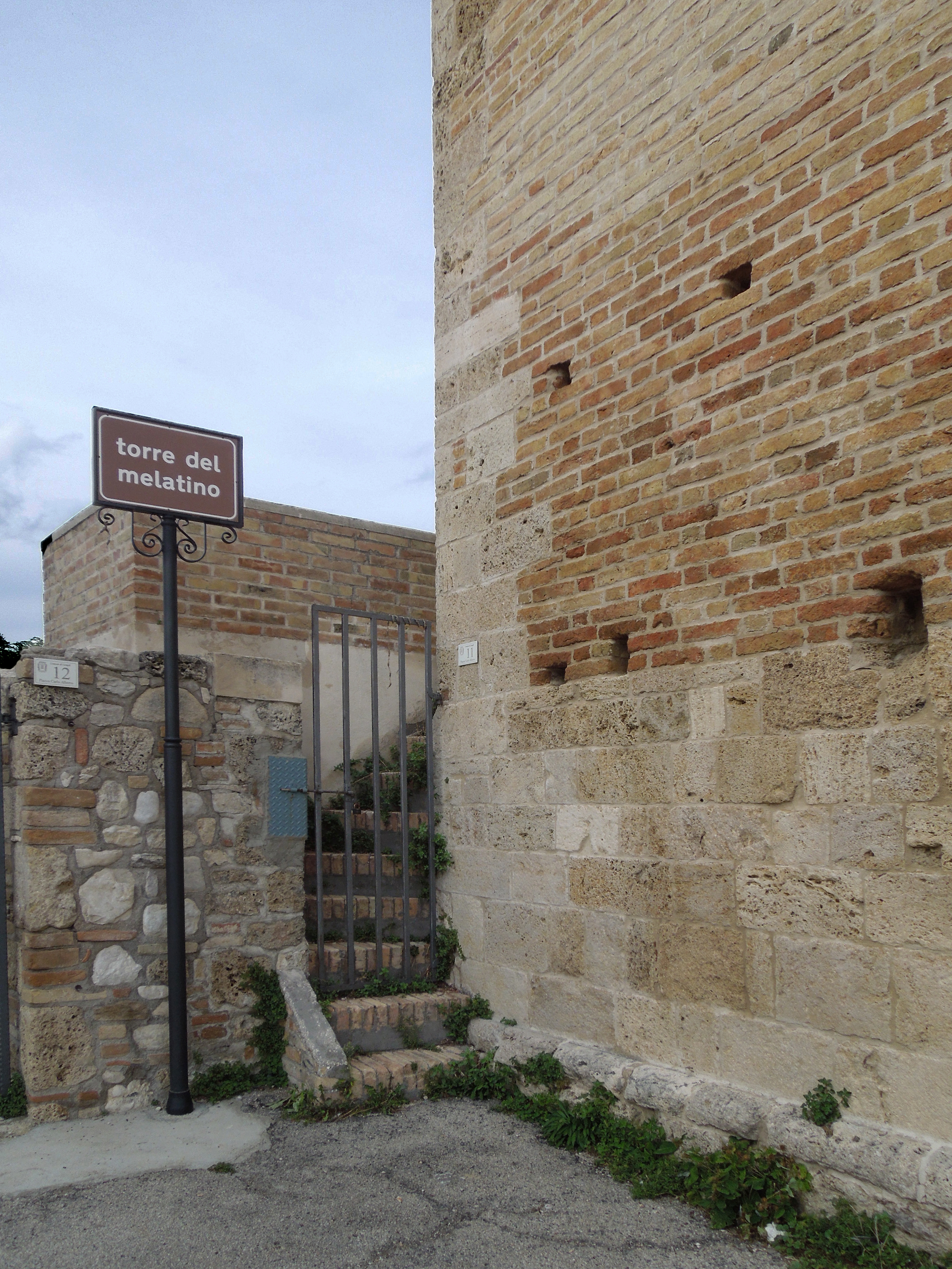
Scala esterna di accesso alla torre.

## Storia
Non vi sono fonti storiografiche che attestino la data esatta della costruzione della torre, tuttavia gli storici riconducono il tempo della sua elevazione al XIII secolo.
Fu eretta come opera militare idonea alla difesa con funzioni di avvistamento del territorio poiché, dalla sua posizione, garantiva un valido ed efficace controllo sulle zone circostanti. Servì essenzialmente come postazione di collegamento e comunicazione ottica del borgo nocellese, che all'epoca era un quartiere di Campli.
Deve il suo nome a Roberto IV di Melatino, ricordato da Niccola Palma come «Regio Capitano della Terra di Campli», che nell'anno 1394 ne ordinò la parziale ricostruzione per adattarla e riconvertirla a torre campanaria della diruta ed attigua chiesa della Collegiata di San Mariano. Dell'edificio religioso, officiato fino al 1814, rimangono pochissime vestigia riferibili alle mura perimetrali dell'abside.

## Architettura
La torre si erge solida, austera e compatta da una pianta quadrangolare. La sua struttura esterna è scandita dalla sovrapposizione di moduli, costruiti in tempi diversi, distinti ed intervallati da modanature sporgenti. Alla sommità si trova la cella campanaria caratterizzata dalle presenza di finestre con arco a forma di ferro di cavallo. Di particolare interesse è la tecnica impiegata per la composizione della muratura. La base del corpo di fabbrica è costituito da grossi conci squadrati di travertino locale sovrastati da uno strato di mattoni di grandi dimensioni. La porzione centrale presenta una tecnica «di tipo misto a posa irregolare» che evidenzia l'alternanza fasce di blocchi di pietra con fasce di laterizi distribuiti su diversi filari, simile a quella impiegata nel campanile del Duomo di Teramo. La porzione più alta è costituita dalla cella campanaria, edificata con conci di pietre squadrate, ben connesse con poca malta, aperta delle finestre con arco a ferro di cavallo. I grossi conci squadrati di travertino della base sono stati utilizzati e riproposti anche per la realizzazione dei cantonali superiori. Il materiale lapideo principalmente impiegato e presente è il «travertino di tipo spugnoso», probabilmente proveniente dalla vicina cava di Civitella del Tronto. Complessivamente la muratura è composta per il 38% di materiale laterizio e per il 62% di pietre.
Sulla facciata occidentale è collocato lo stemma litico della famiglia Melatino a memoria dell'intervento risarcitorio di cui beneficiò la fabbrica della torre. La parete orientata verso il paese è dotata di un orologio pubblico, di forma rotonda ad una sola lancetta che segna le ore.

## Stemma dei Melatino
Il simbolo araldico appartenuto alla Famiglia Melatino è costituito da un supporto lapideo di forma quadrangolare che reca scolpito il bassorilievo eseguito nel XIV secolo. Si trova murato al di sotto della prima modanatura di questa torre. La pietra mostra due angeli di giovanile bellezza che sorreggono il campo dello scudo ornato da una pianta di melo.
La composizione è contornata su tre lati dall'epigrafe, scritta in latino, in cui si legge:
I segni grafici mostrano l'eleganza dei caratteri dell'alfabeto gotico maiuscolo connotato da numerosi tratti ornamentali. Lo sviluppo verticale delle lettere varia per l'adattamento allo spazio di scrittura. I solchi della grafia evidenziano diverse misure di profondità nell'intaglio di lavorazione, caratteristica che lascia presumere che l'incisione sia stata compiuta all'interno di un'officina lapidaria.
L'argomento ricorda Roberto IV, figlio di Tuzio, della famiglia Melatino. Francesco Savini, storico teramano, scrive che fu «Feudatario di Melatino» e «patrono di San Felice di Putignano». Le prime notizie documentate lo identificano come «Roberto sir Tutii de Melatino», così citato quando comparve in qualità di testimone per un contratto di compravendita nel 1360. Dall'indagine archivistica e documentale, condotta da Raffaele Tassotti, è stato possibile accertare e ricostruire la discendenza di Roberto IV. Questi ebbe 3 figli: Enrico, Gentile (detto Tuzzilo) e Cola. Il primo si unì in matrimonio con Vittoria di Lello Paglia da Teramo mentre Cola sposò Allegrezza Letizia di Antonio Aceti signore di Fermo. Da Enrico, figlio di Roberto IV, nacquero Antonio e Ceccarella che, sposando Giovanni di Antonio Aceti divenne Signora di Mortula ed ebbe due figli: Innocenzo e Betta. Dopo la decapitazione del marito si unì in seconde nozze con Baldassarre di Apoleggia e in terze nozze con Giacomo da Treviso.
Alla figura di Roberto IV è attribuita anche la costruzione della Casa dei Melatino in Teramo, nell'anno 1372. Morì trucidato nel 1408.